# شیلا شروود
شیلا شروود (انگلیسی: Sheila Sherwood؛ زادهٔ ۲۲ اکتبر ۱۹۴۵) ورزشکار دو و میدانی اهل بریتانیا است.